# Hombre
Hombre é um filme estadunidense de 1967, produzido pela Twentieth Century Fox, do gênero faroeste, protagonizado por Paul Newman e dirigido por Martin Ritt. Pertence ao livro "1001 Filmes para Ver antes de Morrer" de Steven Jay Schneider.

## Sinopse
O filme conta a história do anti-herói John Russell (Paul Newman), um homem branco que foi raptado pelos apaches na infância e criado como índio. Ao herdar propriedades e voltar ao mundo dos brancos, Russell se vê numa diligência acompanhado de um grupo eclético de viajantes; dois deles, o casal que estava bancando a viagem, assumem seu preconceito contra os índios e, desentendo-se com Russell, o obrigam a viajar fora da carruagem, insultando-o. Quando a diligência é assaltada, Russell mata dois bandidos e deixa o resto sem água, além de recuperar o dinheiro. Perseguidos num lugar inóspito, os viajantes, sem opção, precisam confiar em Russell, a quem desrespeitaram e que agora age friamente e com atitudes que lhe parecem suspeitas.

## Elenco
| Ator             | Personagem      |
| ---------------- | --------------- |
| Paul Newman      | John Russell    |
| Diane Cilento    | Jessie Brown    |
| Richard Boone    | Cícero Draves   |
| Fredric March    | Dr. Favor       |
| Martin Balsam    | Harry Mendez    |
| Peter Lazer      | Billy Lee Blanc |
| Margareth Blye   | Dóris           |
| Cameron Mitchell | Frank           |
| Barbara Rush     | Sra. Favor      |